# Danh sách biểu tượng văn hóa của Ba Lan
Danh sách các biểu tượng văn hóa này của Ba Lan bao gồm các đối tượng thường được coi là biểu tượng văn hóa, biểu tượng đặc trưng của Ba Lan tại nhiều thời điểm.
Ngoài các biểu tượng quốc gia của Ba Lan, các mục sau đây là biểu tượng văn hóa của Ba Lan.
- Adam Mickiewicz: "<...>Mickiewicz đối với người Ba Lan giống như những gì Shakespeare đối với người Anh, và là một biểu tượng văn hóa như một nhân vật lịch sử và sáng tạo." [1]
- Madonna đen của Częstochowa (tiếng Ba Lan: Matka Boska Częstochowska, Đức Mẹ Czestochowa): "Hình ảnh Đức Mẹ Częstochowa là hình ảnh thánh nổi tiếng nhất và được tôn kính nhất ở Ba Lan. Ở Ba Lan đương đại, hình ảnh là một biểu tượng văn hóa, có thể nhận ra ngay lập tức và kết nối với ý nghĩa biểu tượng và thần thoại phổ biến. " [2]
- Ignacy Jan Paderewski: "Sau một loạt các buổi hòa nhạc thành công ở Vienna, Paris và Anh, cũng như ở Cracow và Lwow vào cuối những năm 1880, thập kỷ tiếp theo đã đưa Padarewski liên tục đến Mỹ, biến tên ông thành một từ nổi tiếng và biểu tượng của Ba Lan ở nước ngoài " [3]
- Polonaise:
  - Michał Kleofas Ogiński, Polonaise No.13 tông La thứ, Farewell to the Fatherland (Pożegnanie Ojczyzny): một trong những chính trị gia Ba Lan nổi tiếng nhất
  - Cặp song sinh Op. 40 của Polonaise tông La trưởng - Op. 40, số 1 và Polonaise tông Đô thứ - Op. 40, Số 2 của Frédéric Chopin: Anton Rubinstein nhận xét rằng Polonaise tông La trưởng là biểu tượng của vinh quang Ba Lan, trong khi Polonaise tông Đô thứ là biểu tượng của bi kịch Ba Lan.[4]
- Lâu đài Hoàng gia Wawel ở Kraków, "một biểu tượng của cuộc đấu tranh lâu dài của Ba Lan cho chế độ nhà nước" [5]